# 彼得·勒勒
彼得·勒勒（德語：Peter Röhle，1957年3月6日—），德国男子水球运动员。他曾代表西德和德国参加1976年、1984年、1988年和1992年夏季奥林匹克运动会水球比赛，其中1984年奥运会获得一枚铜牌。